# Битка за Мобил
Битка за Мобил (енгл. Battle of Mobile Bay), вођена од 5. до 23. августа 1864, била је део Америчког грађанског рата.

## Позадина
Мобил у држави Алабама је лука на обали Атлантског океана у истоименом заливу на ушћу реке Мобил. У Америчком грађанском рату био је једина већа лука Конфедерације за бродове који су се из Западне Индије и Европе пробијали кроз поморску блокаду Севера, као и значајан индустријски центар (бродоградња и индустрија памука и хартије).
Након губитка Њу Орлеанса (1. маја 1862) и Мисисипија (падом Виксбурга 3. јула 1863), Мобил је постао најважнији извор снабдевања за трупе конфедерације на западном ратишту Америчког грађанског рата.

## Супротстављене снаге
На страни Конфедерације, главни (југоисточни) улаз у залив Мобил бранили су тврђава Морген (енгл. Fort Morgan) на рту Мобил (укупно 45 топова) и тврђава Гејнс (енгл. Fort Gaines) на острву Дофин (енгл. Dauphin Island). Сем тога, улаз је био затворен шиповима, а најдубљи појас троредном минском препреком. Препреке је бранила флотила Југа (1 оклопњача и 4 топовњаче, укупно 50 топова).
На страни Уније, форсирање улаза поверено је адмиралу Дејвиду Ферегату са 9 фрегата и корвета, 10 топовњача и 4 монитора - са укупно 230 топова. Генерал Гордон Грејнџер (енгл. Gordon Granger) имао је задатак да се са 4.000 људи 3. августа 1864. ноћу искрца на острво Дофин, и да из позадине нападне тврђаву Гејнс.

## Битка
У 7 часова 5. августа, адмирал Ферегат је почео форсирање улаза у залив у две колоне. Поред сваког од 7 бродова леве колоне, заштићених оклопом од ланаца, челни опремљени и прамчаном миноловком, налазила се по једна топовњача спремна да у случају хаварије тегли брод. десна колона од 4 монитора подржавала је леву и привлачила на себе ватру са тврђаве Морген. Доласком на минску препреку, челни монитор Текумсех (енгл. USN Tecumseh) ударио је на мину и потонуо. То је изазвало забуну и неодлучност на следећим бродовима у колони, али је Ферегат, трећи у левој колони, енергично наставио форсирање минске препреке, ушао у залив, и уништио све бродове Југа у Мобилу.

## Последице
Тврђава Гејнс заузета је 7. августа, а тврђава Морген 23. августа. Падом Мобила Југ је изгубио своје једино веће упориште на источној обали, а његова ратна морнарица престала је да постоји.